# Felipe III của Tây Ban Nha
Felipe III của Tây Ban Nha (tiếng Tây Ban Nha: Felipe III; 14 tháng 4 năm 1578 – 31 tháng 3 năm 1621) là Vua của Tây Ban Nha (Felipe III ở Castilla và Felipe II ở Aragón) và Bồ Đào Nha (tiếng Bồ Đào Nha: Filipe II) từ năm 1589 đến khi mất năm 1621.
Là một thành viên của Nhà Habsburg, Felipe III sinh ở Madrid với cha là Vua Felipe II của Tây Ban Nha và mẹ là người vợ thứ 4 Anna, con gái của Hoàng đế La Mã Thần thánh Maximilian II và María của Tây Ban Nha. Felipe III sau đó kết hôn với người em họ Margarete của Áo, em gái của Ferdinand II của Thánh chế La Mã.
Ở Tây Ban Nha, ông cũng được gọi là Felipe Sùng Đạo, Danh tiếng chính trị của Felipe ở nước ngoài phần lớn là tiêu cực. Các nhà sử gia C. V. Wedgwood, R. Stradling và J. H. Elliott. mô tả ông là "một người đàn ông tầm thường và không đáng kể", một "vương quốc khốn khổ", mà "đức hạnh chỉ có vẻ như sống trong một sự vắng mặt hoàn toàn không có lý do". Đặc biệt, sự tin cậy của Felipe vào vị bộ trưởng tham nhũng của ông, Francisco Goméz de Sandoval y Rojas (Công tước xứ Lerma), đã thu hút nhiều sự chỉ trích vào thời điểm đó và sau này. Đối với nhiều người, sự sụt giảm vị thế của Tây Ban Nha có thể là do những khó khăn kinh tế đã đặt ra trong những năm đầu của triều đại ông. Tuy nhiên, với tư cách là nhà cai trị của Đế quốc Tây Ban Nha ở vị thế của nó và là vị vua đã đạt được hòa bình tạm thời với người Hà Lan (1609-1621) và đưa Tây Ban Nha vào Cuộc Chiến tranh 30 năm (1618-48) thông qua một chiến dịch (ban đầu) rất thành công, triều đại của Felipe vẫn là một giai đoạn quan trọng trong lịch sử Tây Ban Nha.

## Tiểu sử

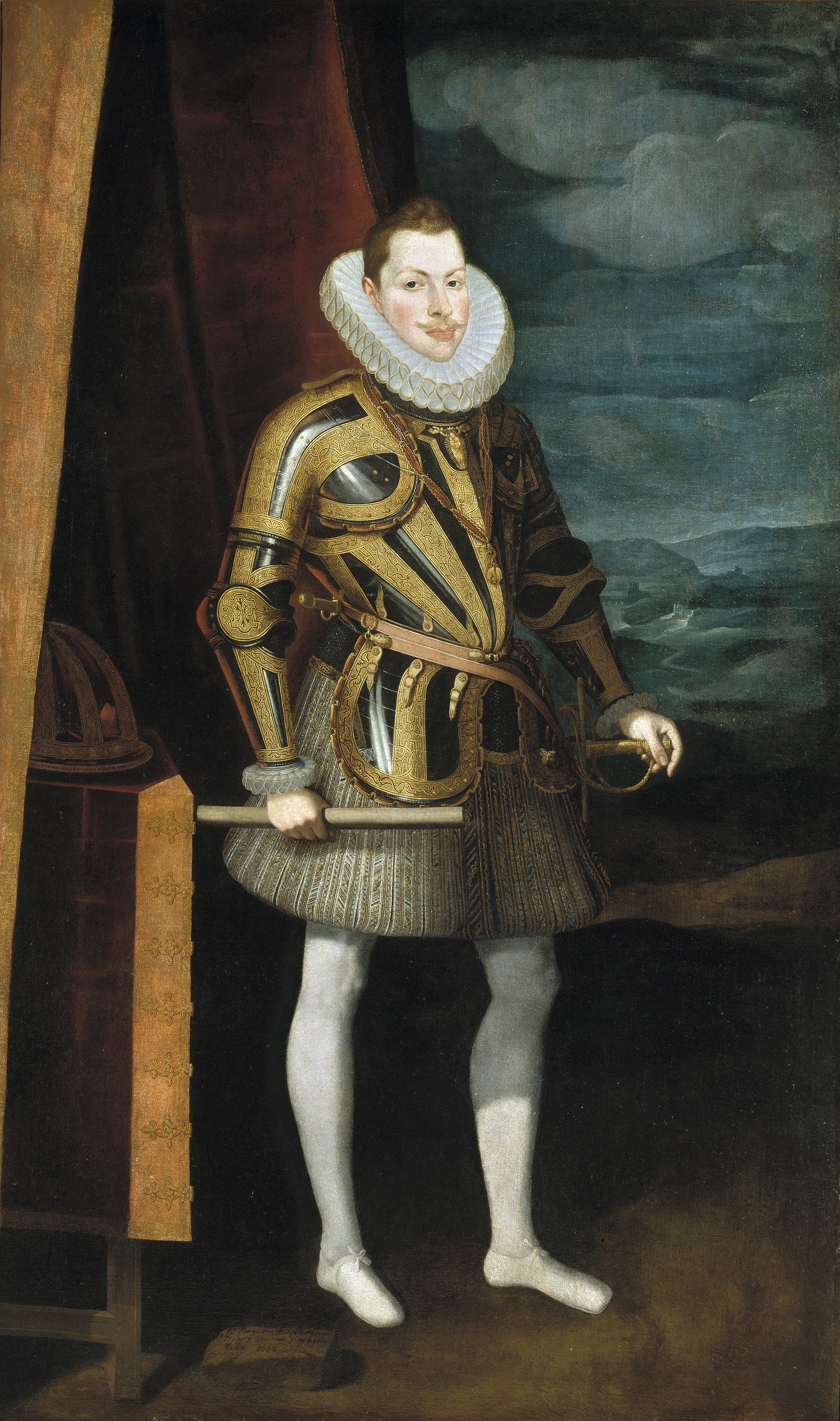
Felipe III của Tây Ban Nha

Sau khi ông anh trai của ông ,Don Carlos qua đời, Felipe II đã kết luận rằng một trong những nguyên nhân gây ra tình trạng của Carlos là ảnh hưởng của các phe phái chiến tranh tại tòa án Tây Ban Nha. Ông tin rằng việc học hành và nuôi dạy của Carlos đã bị ảnh hưởng nặng nề bởi điều này, dẫn đến sự điên rồ và không vâng lời của ông, và do đó ông chú tâm nhiều hơn đến sự sắp xếp của con trai sau. Felipe II bổ nhiệm Juan de Zúñiga, sau đó là thống đốc của Vương tử Diego, tiếp tục vai trò này cho Felipe, và chọn García de Loaysa làm gia sư cho ông. Cristobal de Moura, một người ủng hộ thân cận của Felipe II. Cùng với đó, Felipe tin rằng, họ sẽ cung cấp một nền giáo dục ổn định, ổn định cho Vương tử Felipe, và đảm bảo ông tránh được số phận tương tự như Carlos. Việc giáo dục của Felipe là theo mô hình vương tử vương gia do cha Juan de Mariana đặt ra, tập trung vào việc áp đặt những kiềm chế và khích lệ để tạo nên cá tính của cá nhân ngay từ khi còn trẻ nhằm mục đích đưa một vị vua không Chế độ độc tài, hay thái quá dưới ảnh hưởng của các cận thần của mình.